# Teguder
Ahmed Tekuder, ook bekend als Sultan Ahmad, was van 1282-1284 de sultan van het Il-chanaat,
Hij was de zoon van Hulagu en een broer van Abaqa. Opgegroeid als Nicolaas Tekuder Khan en nestoriaans christen, bekeerde hij zich later tot de islam en wijzigde zijn naam tot Ahmed Tekuder.
Na de moord op zijn (boeddhistische) broer Abaqa nam hij de troon over in 1282 en veranderde het Ilchanaat in een sultanaat. Vervolgens begon hij de boeddhisten en nestorianen allerlei beperkingen op te leggen. Dit mondde uit in ernstige vervolging tegen de leiders van deze religies. Zijn neef Arghun, zoon van Abaqa, gouverneur van het naburige Khorasan en zelf een Boeddhist, was hierdoor zeer verontrust. In het rijk van Koeblai Khan werd in het algemeen godsdienstige tolerantie bedreven en hij deed dan ook een beroep op Kublai op tussenbeide te komen. Marco Polo weet te melden dat Kublai hierover erg ontstemd was, maar Arghun kreeg geen antwoord. Hij verklaarde daarop zijn oom de oorlog. Tekuder deed vervolgens een beroep op een niet-Mongoolse machthebberr, de sultan van de Egyptische Mammelukken, maar ook die bleef liever uit het conflict. Tekuders vrij kleine leger bleek geen partij voor het veel grotere van Arghun. Hij werd verslagen door Arghun en terechtgesteld op 10 augustus 1284